# Церковь Святого Николая (Винница)
Це́рковь Свято́го Никола́я (Никола́евская це́рковь; укр. Микільська/Миколаївська церква) — старейший действующий православный храм в Виннице, построен в 1746 году на средства Антона Постельника. Сейчас церковь принадлежит Украинской православной церкви Московского патриархата.

## История

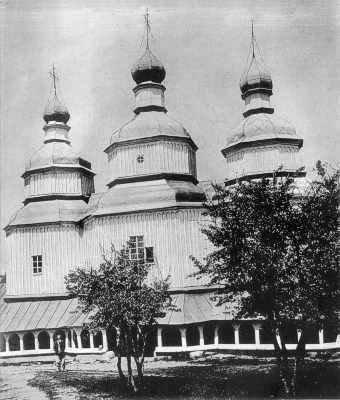
Церковь Святого Николая, 1903 год

В XVIII веке, в располагавшемся на правом берегу Южного Буга был построен Новый город. В застроенном тремя новыми польскими католическими монастырями, многочисленными заезжими дворами и лавками районе, не нашлось места для православной приходской церкви.
Поэтому церковь построили на левом берегу, в Старом городе, называемом «Старая Винница». Храм расположился ниже той горы, где находился первый винницкий замок. Городище этого замка существовало до конца XIX века и около 1890 года было разрушено каменоломнями (под замком в лёсе найден был скелет субдолихоцефала, два каменных полированных топорика и каменный молот.
Люстрация 1552 года упоминает в Виннице 6 православных церквей среди которых и Никольскую церковь. Видимо именно на месте этой церкви была построена новая.
Церковь Святого Николая рублена из дубовых колод. На косяках входной двери выполнена традиционная надпись:
Старанием ктитора Антона Постельника во имя Отца и Сына и Святого Духа Аминь. Сооружися храм сей Святителя Христова Николая року Божия 1746 месяца апреля 11 дня
Церковь выполнена без единого гвоздя и поставлена на месте Николаевской церкви XIII века, построенной киевско-печерскими монахами, бежавшими от татаро-монголов.
В советские времена в здании размещался краеведческий музей, в 1970 году была проведена реставрация.

## Устройство здания

### Внешняя часть

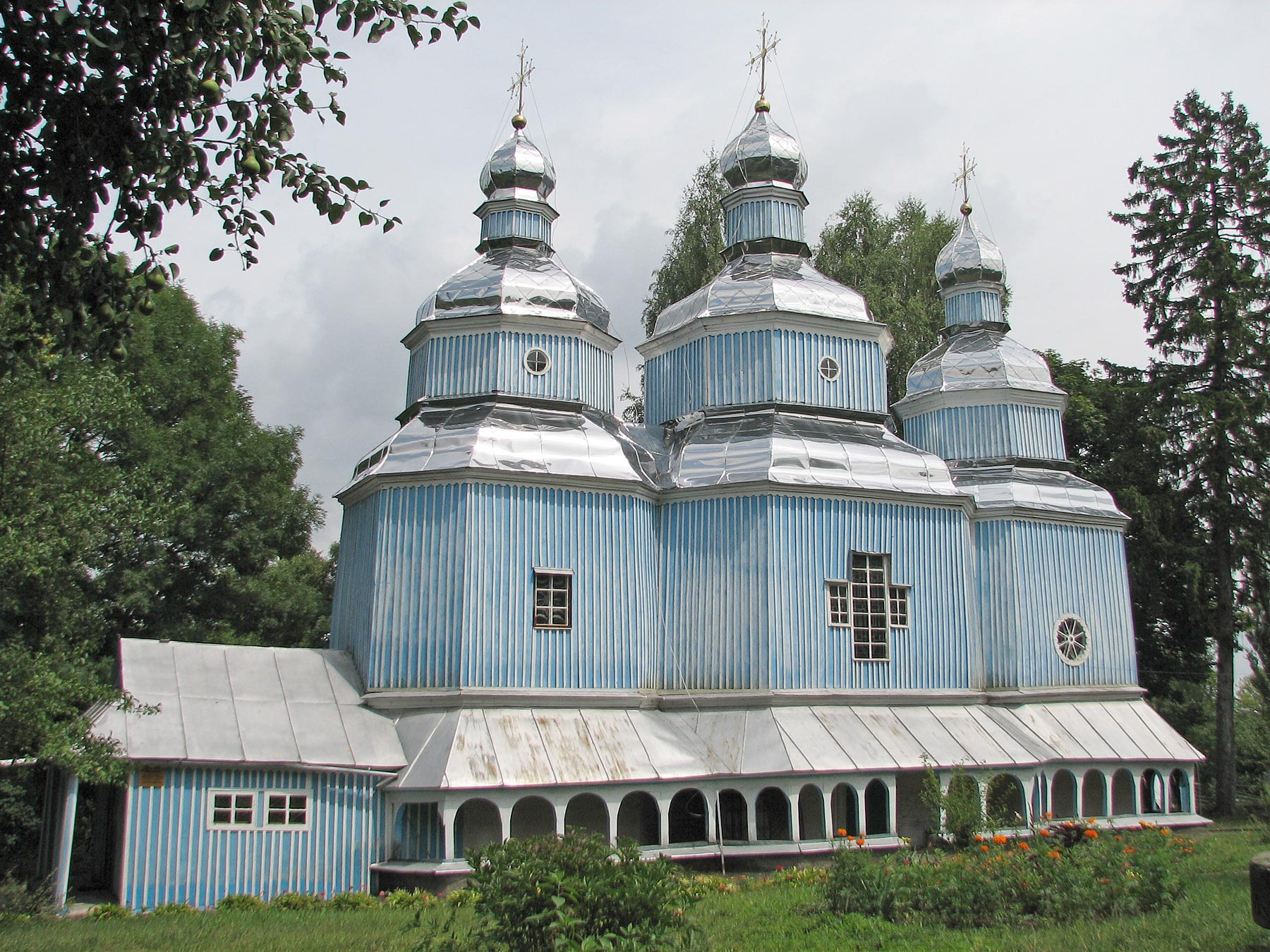
Николаевская церковь 1746 года

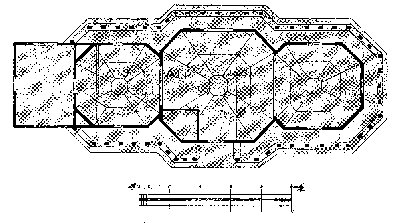
План (вид сверху) церкви

Церковь представляет собой образец характерного украинского типа трехчастных церквей. Три сруба, собранные в компактный объем, имеют срезанные углы, образующие три восьмерика. Стены, немного наклонены внутрь и перехвачены по высоте горизонтальными членениями, делящими весь объем на ярусы.
Первый ярус невысокий, в рост человека, называется ярус опасання (опоясывания), — представляет собой навес над аркадной галереей. Ярус предназначен для защиты фундамента от дождевой воды и одновременно служит в качестве навеса. Второй ярус — от кровли опасання до карниза полукруглой крыши срезанного шатра — самый высокий. Здесь в среднем срубе устроено большое окно, в форме прямого креста. Еще выше следует второй ярус восьмериков снова под округлыми крышами срезанных шатров, крытыми раньше гонтом, а теперь железом. Третий ярус, маленький восьмерик — глухой барабанчик под главкой, увенчанной ажурным, тонкой кузнечной работы четырехконечным крестом, по давнему обычаю поставленным на полумесяц.
Крутой свес кровли, опоясывающей первый ярус, вместе со стремительным взлетом шатра создают ощущение лёгкости, придают всему сооружению изящный, законченный пирамидальный силуэт.

### Колокольня
Так как храм строился ещё во времена оборонительного церковного зодчества — колокольня расположена не по оси храма, а на углу огражденного гранитной стеной церковного подворья. В случае нападения врагов колокольня могла служить крепостной башней, из которой могли простреливаться две стены укрепления.
Достаточно виртуозно выполнен кованый прямой восьмиконечный крест над колокольней-башней. Двухъярусный, квадратный в плане деревянный сруб колокольни, не зашелеванный досками завершен шатром с главкой и вставлен в мурованные из гранита мощные угловые контрфорсы.